# Condado de Platte (Wyoming)
El condado de Platte (en inglés: Platte County) fundado en 1911 es un condado en el estado estadounidense de Wyoming. En el 2000 el condado tenía una población de 8.807 habitantes en una densidad poblacional de 2 personas por km². La sede del condado es Wheatland.

## Geografía
Según la Oficina del Censo, el condado tiene un área total de 5467 km² (2110,8 mi²), de la cual 5400 km² (2084,9 mi²) es tierra y 67 km² (25,9 mi²) (1.23%) es agua.

### Condados adyacentes
- Condado de Niobrara - noreste
- Condado de Goshen - este
- Condado de Laramie - sur
- Condado de Albany - oeste
- Condado de Converse - noroeste

### Carreteras
- Interestatal 25
- U.S. Highway 26
- U.S. Highway 87
- Wyoming Highway 34

## Demografía
En el 2000 la renta per cápita promedia del condado era de $$33,866, y el ingreso promedio para una familia era de $41,449. En 2000 los hombres tenían un ingreso per cápita de $31,484 versus $19,635 para las mujeres. El ingreso per cápita para el condado era de $17,530. Alrededor del 11.70% de la población estaba bajo el umbral de pobreza nacional.

## Comunidades

### Pueblos
- Chugwater
- Glendo
- Guernsey
- Hartville
- Wheatland

### Lugares designados por el censo
- Chugcreek
- Lakeview North
- Slater
- Westview Circle
- Y-O Ranch
- Whiting